# Frans handbalteam (vrouwen)
Het Frans handbalteam is het nationale team van Frankrijk voor vrouwen. Het team vertegenwoordigt de Fédération française de handball.

## Resultaten

### Olympische Spelen
| Olympische Spelen | Olympische Spelen   | Olympische Spelen   | Olympische Spelen   | Olympische Spelen   | Olympische Spelen   | Olympische Spelen   | Olympische Spelen   | Olympische Spelen   |
| Jaar (teams)      | Resultaat           | Wed                 | W                   | G                   | V                   | DV                  | DT                  | DS                  |
| ----------------- | ------------------- | ------------------- | ------------------- | ------------------- | ------------------- | ------------------- | ------------------- | ------------------- |
| 1976 (6)          | Niet gekwalificeerd | Niet gekwalificeerd | Niet gekwalificeerd | Niet gekwalificeerd | Niet gekwalificeerd | Niet gekwalificeerd | Niet gekwalificeerd | Niet gekwalificeerd |
| 1980 (6)          | Niet gekwalificeerd | Niet gekwalificeerd | Niet gekwalificeerd | Niet gekwalificeerd | Niet gekwalificeerd | Niet gekwalificeerd | Niet gekwalificeerd | Niet gekwalificeerd |
| 1984 (6)          | Niet gekwalificeerd | Niet gekwalificeerd | Niet gekwalificeerd | Niet gekwalificeerd | Niet gekwalificeerd | Niet gekwalificeerd | Niet gekwalificeerd | Niet gekwalificeerd |
| 1988 (8)          | Niet gekwalificeerd | Niet gekwalificeerd | Niet gekwalificeerd | Niet gekwalificeerd | Niet gekwalificeerd | Niet gekwalificeerd | Niet gekwalificeerd | Niet gekwalificeerd |
| 1992 (8)          | Niet gekwalificeerd | Niet gekwalificeerd | Niet gekwalificeerd | Niet gekwalificeerd | Niet gekwalificeerd | Niet gekwalificeerd | Niet gekwalificeerd | Niet gekwalificeerd |
| 1996 (8)          | Niet gekwalificeerd | Niet gekwalificeerd | Niet gekwalificeerd | Niet gekwalificeerd | Niet gekwalificeerd | Niet gekwalificeerd | Niet gekwalificeerd | Niet gekwalificeerd |
| 2000 (10)         | 6de                 | 7                   | 3                   | 0                   | 4                   | 180                 | 177                 | +3                  |
| 2004 (10)         | 4de                 | 7                   | 3                   | 0                   | 4                   | 179                 | 182                 | −3                  |
| 2008 (12)         | 5de                 | 8                   | 4                   | 0                   | 4                   | 218                 | 217                 | +2                  |
| 2012 (12)         | 5de                 | 6                   | 4                   | 1                   | 1                   | 147                 | 126                 | +21                 |
| 2016 (12)         | 2de                 | 8                   | 6                   | 0                   | 2                   | 188                 | 164                 | +24                 |
| 2020 (12)         | 1ste                | 8                   | 5                   | 1                   | 2                   | 230                 | 209                 | +21                 |
| Totaal            | 6/12                | 44                  | 25                  | 2                   | 17                  | 1.143               | 1.075               | +68                 |

 Kampioenen   Runners-up   Derde plaats   Vierde plaats

### Wereldkampioenschap
| Wereldkampioenschap | Wereldkampioenschap               | Wereldkampioenschap               | Wereldkampioenschap               | Wereldkampioenschap               | Wereldkampioenschap               | Wereldkampioenschap               | Wereldkampioenschap               | Wereldkampioenschap               |
| Jaar                | Resultaat                         | Wed                               | W                                 | G                                 | V                                 | DV                                | DT                                | DS                                |
| ------------------- | --------------------------------- | --------------------------------- | --------------------------------- | --------------------------------- | --------------------------------- | --------------------------------- | --------------------------------- | --------------------------------- |
| 1957                | Niet deelgenomen aan kwalificatie | Niet deelgenomen aan kwalificatie | Niet deelgenomen aan kwalificatie | Niet deelgenomen aan kwalificatie | Niet deelgenomen aan kwalificatie | Niet deelgenomen aan kwalificatie | Niet deelgenomen aan kwalificatie | Niet deelgenomen aan kwalificatie |
| 1962                | Niet deelgenomen aan kwalificatie | Niet deelgenomen aan kwalificatie | Niet deelgenomen aan kwalificatie | Niet deelgenomen aan kwalificatie | Niet deelgenomen aan kwalificatie | Niet deelgenomen aan kwalificatie | Niet deelgenomen aan kwalificatie | Niet deelgenomen aan kwalificatie |
| 1965                | Niet deelgenomen aan kwalificatie | Niet deelgenomen aan kwalificatie | Niet deelgenomen aan kwalificatie | Niet deelgenomen aan kwalificatie | Niet deelgenomen aan kwalificatie | Niet deelgenomen aan kwalificatie | Niet deelgenomen aan kwalificatie | Niet deelgenomen aan kwalificatie |
| 1971                | Niet deelgenomen aan kwalificatie | Niet deelgenomen aan kwalificatie | Niet deelgenomen aan kwalificatie | Niet deelgenomen aan kwalificatie | Niet deelgenomen aan kwalificatie | Niet deelgenomen aan kwalificatie | Niet deelgenomen aan kwalificatie | Niet deelgenomen aan kwalificatie |
| 1973                | Niet gekwalificeerd               | Niet gekwalificeerd               | Niet gekwalificeerd               | Niet gekwalificeerd               | Niet gekwalificeerd               | Niet gekwalificeerd               | Niet gekwalificeerd               | Niet gekwalificeerd               |
| 1975                | Niet gekwalificeerd               | Niet gekwalificeerd               | Niet gekwalificeerd               | Niet gekwalificeerd               | Niet gekwalificeerd               | Niet gekwalificeerd               | Niet gekwalificeerd               | Niet gekwalificeerd               |
| 1978                | Niet gekwalificeerd               | Niet gekwalificeerd               | Niet gekwalificeerd               | Niet gekwalificeerd               | Niet gekwalificeerd               | Niet gekwalificeerd               | Niet gekwalificeerd               | Niet gekwalificeerd               |
| 1982                | Niet gekwalificeerd               | Niet gekwalificeerd               | Niet gekwalificeerd               | Niet gekwalificeerd               | Niet gekwalificeerd               | Niet gekwalificeerd               | Niet gekwalificeerd               | Niet gekwalificeerd               |
| 1986                | 15de                              | 6                                 | 1                                 | 0                                 | 5                                 | 89                                | 121                               | −32                               |
| 1990                | 14de                              | 6                                 | 2                                 | 0                                 | 4                                 | 114                               | 137                               | −23                               |
| 1993                | Niet gekwalificeerd               | Niet gekwalificeerd               | Niet gekwalificeerd               | Niet gekwalificeerd               | Niet gekwalificeerd               | Niet gekwalificeerd               | Niet gekwalificeerd               | Niet gekwalificeerd               |
| 1995                | Niet gekwalificeerd               | Niet gekwalificeerd               | Niet gekwalificeerd               | Niet gekwalificeerd               | Niet gekwalificeerd               | Niet gekwalificeerd               | Niet gekwalificeerd               | Niet gekwalificeerd               |
| 1997                | 10de                              | 6                                 | 3                                 | 0                                 | 3                                 | 160                               | 125                               | +35                               |
| 1999                | 2de                               | 9                                 | 7                                 | 0                                 | 2                                 | 213                               | 178                               | +35                               |
| 2001                | 5de                               | 9                                 | 7                                 | 0                                 | 2                                 | 246                               | 207                               | +39                               |
| 2003                | 1ste                              | 10                                | 9                                 | 0                                 | 1                                 | 282                               | 224                               | +58                               |
| 2005                | 12de                              | 8                                 | 3                                 | 0                                 | 5                                 | 212                               | 199                               | +13                               |
| 2007                | 5de                               | 10                                | 7                                 | 0                                 | 3                                 | 287                               | 251                               | +36                               |
| 2009                | 2de                               | 10                                | 7                                 | 0                                 | 3                                 | 258                               | 219                               | +39                               |
| 2011                | 2de                               | 9                                 | 7                                 | 0                                 | 2                                 | 268                               | 204                               | +64                               |
| 2013                | 6de                               | 7                                 | 6                                 | 0                                 | 1                                 | 173                               | 121                               | +52                               |
| 2015                | 7de                               | 9                                 | 5                                 | 1                                 | 3                                 | 227                               | 194                               | +33                               |
| 2017                | 1ste                              | 9                                 | 7                                 | 1                                 | 1                                 | 236                               | 189                               | +47                               |
| 2019                | 13de                              | 7                                 | 4                                 | 1                                 | 2                                 | 191                               | 138                               | +53                               |
| 2021                | 2de                               | 9                                 | 8                                 | 0                                 | 1                                 | 240                               | 197                               | +43                               |
| 2023                | 1ste                              | 9                                 | 9                                 | 0                                 | 0                                 | 290                               | 228                               | +62                               |
| Totaal              | 16/26                             | 133                               | 92                                | 3                                 | 38                                | 3486                              | 2932                              | +554                              |

 Kampioenen   Runners-up   Derde plaats   Vierde plaats

### Europees kampioenschap
| Europees kampioenschap | Europees kampioenschap | Europees kampioenschap | Europees kampioenschap | Europees kampioenschap | Europees kampioenschap | Europees kampioenschap | Europees kampioenschap | Europees kampioenschap | Europees kampioenschap |
| Jaar (teams)           | Resultaat              | Wed                    | W                      | G                      | V                      | DV                     | DT                     | DS                     | Kwal                   |
| ---------------------- | ---------------------- | ---------------------- | ---------------------- | ---------------------- | ---------------------- | ---------------------- | ---------------------- | ---------------------- | ---------------------- |
| 1994 (12)              | Niet gekwalificeerd    | Niet gekwalificeerd    | Niet gekwalificeerd    | Niet gekwalificeerd    | Niet gekwalificeerd    | Niet gekwalificeerd    | Niet gekwalificeerd    | Niet gekwalificeerd    | Niet gekwalificeerd    |
| 1996 (12)              | Niet gekwalificeerd    | Niet gekwalificeerd    | Niet gekwalificeerd    | Niet gekwalificeerd    | Niet gekwalificeerd    | Niet gekwalificeerd    | Niet gekwalificeerd    | Niet gekwalificeerd    | Niet gekwalificeerd    |
| 1998 (12)              | Niet gekwalificeerd    | Niet gekwalificeerd    | Niet gekwalificeerd    | Niet gekwalificeerd    | Niet gekwalificeerd    | Niet gekwalificeerd    | Niet gekwalificeerd    | Niet gekwalificeerd    | Niet gekwalificeerd    |
| 2000 (12)              | 5de                    | 6                      | 4                      | 0                      | 2                      | 150                    | 125                    | +25                    | (Kwal.)                |
| 2002 (16)              | 3de                    | 8                      | 5                      | 0                      | 3                      | 189                    | 191                    | −2                     | (EK 2000)              |
| 2004 (16)              | 11de                   | 6                      | 1                      | 0                      | 5                      | 149                    | 174                    | −25                    | (EK 2002)              |
| 2006 (16)              | 3de                    | 8                      | 5                      | 0                      | 3                      | 203                    | 196                    | +8                     | (Kwal.)                |
| 2008 (16)              | 14de                   | 3                      | 0                      | 0                      | 3                      | 74                     | 83                     | −9                     | (EK 2006)              |
| 2010 (16)              | 5de                    | 7                      | 5                      | 0                      | 2                      | 168                    | 153                    | +15                    | (Kwal.)                |
| 2012 (16)              | 9de                    | 6                      | 3                      | 0                      | 3                      | 140                    | 131                    | +7                     | (Kwal.)                |
| 2014 (16)              | 5de                    | 7                      | 5                      | 1                      | 1                      | 168                    | 150                    | +18                    | (Kwal.)                |
| 2016 (16)              | 3de                    | 8                      | 6                      | 0                      | 2                      | 183                    | 164                    | +19                    | (Kwal.)                |
| 2018 (16)              | 1ste                   | 8                      | 6                      | 1                      | 1                      | 217                    | 181                    | +36                    | (Gastland)             |
| 2020 (16)              | 2de                    | 8                      | 6                      | 1                      | 1                      | 209                    | 179                    | +30                    | (Kwal.)                |
| 2022 (16)              | 4de                    | 8                      | 6                      | 0                      | 2                      | 222                    | 177                    | +45                    | (Kwal.)                |
| Totaal                 | 12/15                  | 83                     | 52                     | 3                      | 28                     | 2.072                  | 1.904                  | +168                   |                        |

 Kampioenen   Runners-up   Derde plaats   Vierde plaats

### Middellandse Zeespelen
De Middellandse Zeespelen is een sportevenement voor landen die een kust hebben aan de Middellandse Zee, en voor enkele andere landen die in de buurt van de zee liggen.
| Middellandse Zeespelen | Middellandse Zeespelen | Middellandse Zeespelen | Middellandse Zeespelen | Middellandse Zeespelen | Middellandse Zeespelen | Middellandse Zeespelen | Middellandse Zeespelen | Middellandse Zeespelen |
| Jaar                   | Resultaat              | Wed                    | W                      | G                      | V                      | DV                     | DT                     | DS                     |
| ---------------------- | ---------------------- | ---------------------- | ---------------------- | ---------------------- | ---------------------- | ---------------------- | ---------------------- | ---------------------- |
| 1979                   | Geen deelname          | Geen deelname          | Geen deelname          | Geen deelname          | Geen deelname          | Geen deelname          | Geen deelname          | Geen deelname          |
| 1983                   | Geen deelname          | Geen deelname          | Geen deelname          | Geen deelname          | Geen deelname          | Geen deelname          | Geen deelname          | Geen deelname          |
| 1987                   | 2de                    |                        |                        |                        |                        |                        |                        |                        |
| 1991                   | 2de                    |                        |                        |                        |                        |                        |                        |                        |
| 1993                   | 2de                    |                        |                        |                        |                        |                        |                        |                        |
| 1997                   | 1ste                   |                        |                        |                        |                        |                        |                        |                        |
| 2001                   | 1ste                   |                        |                        |                        |                        |                        |                        |                        |
| 2005                   | 4de                    |                        |                        |                        |                        |                        |                        |                        |
| 2009                   | 1ste                   |                        |                        |                        |                        |                        |                        |                        |
| 2013                   | Geen deelname          | Geen deelname          | Geen deelname          | Geen deelname          | Geen deelname          | Geen deelname          | Geen deelname          | Geen deelname          |
| 2018                   | Geen deelname          | Geen deelname          | Geen deelname          | Geen deelname          | Geen deelname          | Geen deelname          | Geen deelname          | Geen deelname          |
| Totaal                 | 7/11                   |                        |                        |                        |                        |                        |                        |                        |

 Kampioenen   Runners-up   Derde plaats   Vierde plaats

## Team

### Coaching historie
| Periode       | Bondscoach        |
| ------------- | ----------------- |
| 1991 - 1997   | Carole Martin     |
| 1998 - 2013   | Olivier Krumbholz |
| 2013 - 2016   | Alain Portes      |
| 2016 - huidig | Olivier Krumbholz |

### Belangrijke speelsters
Verschillende Franse speelsters zijn individueel onderscheiden op internationale toernooien, ofwel als "meest waardevolle speelster", topscoorder of als lid van het All-Star Team.
IHF wereldhandbalspeler van het jaar
- Allison Pineau (middenopbouw), 2009

Meest waardevolle speelster
- Valérie Nicolas (doelvrouw), wereldkampioenschap 2003
- Estelle Nze Minko (linkeropbouw), Europees kampioenschap 2020

All-Star Team
- Nodjialem Myaro (middenopbouw), wereldkampioenschap 1999
- Stéphanie Cano (rechterhoek), Europees kampioenschap 2002
- Valérie Nicolas (doelvrouw), wereldkampioenschap 2003 en 2007
- Isabelle Wendling (cirkelloper), wereldkampioenschap 2003
- Véronique Pecqueux-Rolland (middenopbouw), Olympische Zomerspelen 2004
- Mariama Signaté (linkeropbouw), wereldkampioenschap 2009
- Allison Pineau (middenopbouw), wereldkampioenschap 2009 en 2011, Olympische Zomerspelen 2016
- Alexandra Lacrabere (rechteropbouw), Olympische Zomerspelen 2016
- Béatrice Edwige (verdediger), Europees kampioenschap 2016
- Siraba Dembélé (linkerhoek), wereldkampioenschap 2017
- Amandine Leynaud (doelvrouw), Europees kampioenschap 2018
- Grâce Zaadi (middenopbouw), wereldkampioenschap 2017, 2019 en 2021, Olympische Zomerspelen 2021
- Laura Flippes (rechterhoek), Olympische Zomerspelen 2021
- Pauletta Foppa (cirkelloper), Olympische Zomerspelen 2021, wereldkampioenschap 2021, Europees kampioenschap 2022
- Coralie Lassource (linkerhoek), wereldkampioenschap 2021
- Cléopatre Darleux (doelvrouw), Europees kampioenschap 2022